# Histionotus
Histionotus es un género extinto de peces actinopterigios prehistóricos. Fue descrito por Egerton en 1854.
Vivió en el Reino Unido.